# إتش إيمرسون بليك
إتش إيمرسون بليك (بالإنجليزية: H. Emerson Blake) هو عالم طبيعة أمريكي، (و. 1900  م).